# Jim Parsons
James Joseph "Jim" Parsons, född 24 mars 1973 i Houston, Texas, är en amerikansk skådespelare.
Parsons är kanske mest känd för sin roll som Sheldon Cooper i komediserien The Big Bang Theory men har även spelat i andra serier som t.ex. Attack of The Show!. Han har blivit väldigt hyllad för sin roll i The Big Bang Theory och har bland annat vunnit tre Emmy Awards och en Golden Globe i kategorin Bästa manliga skådespelare i en komedi eller musikal för sin insats i serien. 2012 vann han även Critics' Choice Television Awards pris för Bästa manliga skådespelare i en komediserie.

## Uppväxt och utbildning
Parsons föddes och växte upp i Houston, Texas, som äldsta syskonet av två. Vid sex års ålder uppträdde han i en skolpjäs och redan då bestämde han sig för att bli skådespelare, inspirerad av amerikanska ”situationskomedier” som Three's Company, Fem i familjen, och Cosby.
Efter att ha gått på Klein Oak High School i Spring, Texas, tog han grundexamen på University of Houston. Under den här perioden var han mycket aktiv och deltog i 17 pjäser på tre år.[källa behövs] Vid 26 års ålder började Parsons på University of San Diego, där han var en av sju att bli antagen till en tvåårig teaterkurs. Parsons tyckte mycket om tiden vid universitetet[källa behövs] och tog examen 2001, varpå han flyttade till New York.

## Karriär
I New York jobbade Parsons off-Broadway och gjorde många tv-framträdanden. Han hade en återkommande roll i tv-showen Vem dömer Amy? och framträdde i tv-serien Ed.
Parsons säger att han provspelade för 15–30 olika pilotavsnitt, men vid flera tillfällen när han fått roller lades serien ned då inget tv-bolag var villigt att köpa dem. Undantaget var The Big Bang Theory. Efter att ha läst manuset ansåg Parsons att rollen som Sheldon Cooper var perfekt för honom. Trots att han inte kände någon speciell relation till karaktären blev han förtjust i dialogerna och sättet som författarna ”på ett briljant sätt använder ord som de flesta av oss inte ens känner till för att skapa en rytm. Och rytmen fångade mig. Det gav mig möjlighet att dansa igenom dialogen, och på många sätt är det fortfarande så.”
Under provspelningen imponerade Parsons så pass mycket på seriens skapare Chuck Lorre att Lorre insisterade att Parsons skulle läsa om sin provspelning för att se om han kunde upprepa sitt framförande. Parsons fick rollen som Sheldon Cooper, en genial fysiker, som totalt saknar social kompetens och som umgås med sina nördiga vänner och den populära servitrisen som bor i lägenheten mitt emot. Trots att rollfiguren Sheldon har ett stort intresse för science fiction (Speciellt Star Trek, men även Star Wars och Doctor Who), så har Parsons påstått att han aldrig ens sett Star Trek eller Doctor Who.[källa behövs]
Tv-kritikern Andrew Dansby har jämfört Parsons fysiska komedi med stumfilmsstjärnor som Buster Keaton. Kritikern Lewis Beale har beskrivt Parsons framträdande som ”mitt i prick" och att man "inte kan skilja skådespelaren och karaktären åt.” Parsons erkänner att arbetet är ”en mycket mer ansträngande än vad en situationskomedi borde vara vilket gör det mycket roligare.”
I augusti 2009 vann Parsons Television Critics Associations pris för bästa individuella prestation inom en komedi, där han slog Alec Baldwin, Tina Fey, Steve Carell och Neil Patrick Harris. Han har nominerats till Emmy Awards sex gånger och vunnit fyra, åren 2010, 2011, 2013 och 2014, i kategorin bästa manliga huvudroll i en komediserie. I januari 2011 vann Parsons en Golden Globe för bästa manliga skådespelare i en komediserie.
Den 18 maj 2012, började Parsons framträda på Broadway i rollen som Elwood P. Dowd i uruppförandet av Harvey.
Han har även gjort flera större dramaroller, exempelvis i Netflixs TV-serie Hollywood och i den filmatiserade versionen av teaterföreställningen Oss pojkar emellan som båda premiärsändes 2020.  

## Privatliv
Parsons bor idag i Los Angeles. Sedan 2002 har Parsons ett förhållande med art directorn Todd Spiewak.

## Utmärkelser
Asteroiden 8621 Jimparsons är uppkallad efter honom.

## Filmografi och TV
- 2002 – Ed (TV-serie) – Chet
- 2003 – Happy End
- 2004 – Garden State – Tim
- 2005 – Vem dömer Amy – Rob Hollbrock
- 2005 – The Kings Inn – Sidney
- 2005 – The Great New Wonderful – Justin
- 2006 – 10 Items or Less – Receptionist
- 2006 – School for Scoundrels – Skolkamrat
- 2007 – On the Road with Judas – Jimmy Pea
- 2007 – Gardener of Eden – Spim
- 2007–2019 – The Big Bang Theory – Sheldon Cooper
- 2009 – Attack of the Show!
- 2009 – Family Guy – Sheldon Cooper (1 avsnitt)
- 2011 – Mupparna
- 2011 – Den stora jakten
- 2014 – Wish I Was Here
- 2015 – Home
- 2016 – Dolda tillgångar
- 2020 – Hollywood (TV-serie)